# Killinge
Killinge är en by (estniska: küla) i Valga kommun i landskapet Valgamaa i södra Estland. Byn ligger vid Riksväg 3 mellan Tartu och Valga.
I kyrkligt hänseende hör byn till Laatre församling inom den Estniska evangelisk-lutherska kyrkan.
Före kommunreformen 2017 hörde byn till dåvarande Õru kommun.